# 김진국 (축구인)
김진국(金鎭國, 1951년 9월 14일 ~ )은 대한민국의 전직 축구 선수이자 축구 감독이다.

## 축구인 경력
1972년 AFC 아시안컵에 참가했다. 1979년 12월 서독으로 진출하여 당시 2부리그 소속인 SV 다름슈타트 98, 보르마티아 보름스 등에서 활약하였다. 그 후 국민은행 축구단 코치와 감독, 대한민국 축구 국가대표팀의 기술위원장을 수행했다.

## 가족 관계
- 아들: 김훈성